# (34190) Erinsmith
2000 QA49 (asteroide 34190) é um asteroide da cintura principal. Possui uma excentricidade de 0.02567230 e uma inclinação de 6.42463º.
Este asteroide foi descoberto no dia 24 de agosto de 2000 por LINEAR em Socorro.